# سونيك أوريجنز
سونيك أوريجنز (بالإنجليزية: Sonic Origins‎؛ باليابانية: ソニックオリジンズ) هي مجموعة ألعاب منصات صدرت في 2022. هي تتضمن أول خمس ألعاب من سلسلة القنفذ سونيك —القنفذ سونيك (1991)، القنفذ سونيك 2 (1992)، القنفذ سونيك 3 (1994)، سونيك وناكلز (1994) وسونيك سي دي (1993)— الذين صدروا في الأصل لميجا درايف وميجا سي دي. تتضمن أوريجنز النسخ الأصلية والنسخ المعدلة التي تدعم الشاشة العريضة وتزيل عداد الحياة. تحتوي اللعبة على أوضاع ومهام إضافية، التي تسمح للاعب بفتح المحتوى في متحف داخل اللعبة.
صُمِمَت أوريجنز بعد إصدار فيلم سونيك لعام 2020؛ نظرًا لتدفق المعجبين الجدد، أراد رئيس سونيك تيم تاكاشي ايزوكا إتاحة ألعاب سونيك القديمة على الأجهزة الحديثة. طُوِّرَت المجموعة بشكل أساسي في سيجا، على الرغم من أن سيمون توملي، الذي عمل في سونيك مينيا (2017)، طور النسخة المعدلة من القنفذ سونيك 3 وسونيك وناكلز. من المقرر إطلاق أوريجنز على إكس بوكس سيريس إكس وسيريس إس، إكس بوكس ون، بلاي ستيشن 4، بلاي ستيشن 5، نينتندو سويتش وويندوز في 23 يونيو 2022، الذكرى 31 للسلسلة.

## المحتوى
تجمع سونيك أوريجنز أول خمس ألعاب من سلسلة القنفذ سونيك —القنفذ سونيك (1991)، القنفذ سونيك 2 (1992)، القنفذ سونيك 3 (1994)، سونيك وناكلز (1994) وسونيك سي دي (1993)— الذين صدروا في الأصل لميجا درايف وميجا سي دي. يتحكم اللاعب في القنفذ سونيك ومايلز "تيلز" براور والنضناض ناكلز أثناء محاولتهم منع دكتور إغمان من سرقة زمردات كايوس. يجتازون مراحل التمرير الجانبي بسرعات عالية أثناء جمع الحلقات وهزيمة الأعداء والزعماء وإيجاد الأسرار. على عكس النسخ الأصلية، يمكن للاعب التحكم في تيلز وناكلز في أي لعبة.
تتميز أوريجنز بنسختين من كل لعبة: «الوضع الكلاسيكي» هو الإصدار الأصلي غير المعدل، ويُقَدَّم في 4:3، بينما «وضع الذكرى السنوية» عبارة عن نسخة معدلة تدعم الشاشة العريضة وتزيل عداد الحياة. يسمح «وضع القصة» للاعبين بلعب الألعاب الأربع بالتسلسل، مع مشاهد متحركة جديدة. تشمل الأوضاع الجديدة وضع اندفاع زعيم، وضع المرآة الذي يعكس تخطيطات المستوى ووضع المهمة الذي يتحدى اللاعبين لإكمال أهداف محددة. يتيح لعب هذه الأوضاع للاعب ربح عملات معدنية وشراء محتوى في متحف داخل اللعبة أو محاولات إضافية في مراحل خاصة. سيبدأ اللاعبون الذين طلبوا اللعبة مسبقًا بـ 100 قطعة نقدية وإلغاء قفل وضع المرآة. تتوفر جماليات القائمة ومجموعة من المهام الصعبة والمقاطع الموسيقية من سونيك سبين بول (1993) و ناكلز كيوتيكس (1995) و سونيك ثري دي (1996) لمشغل الموسيقى بالمتحف كمحتوى قابل للتحميل.

## التطوير
صُمِمَت سونيك أوريجنز جنبًا إلى جنب مع سونيك كولرز: ألتميت (2021) بعد إصدار فيلم سونيك لعام 2020. نظرًا لأن الفيلم جلب العديد من المعجبين الجدد، أراد رئيس سونيك تيم تاكاشي ايزوكا إتاحة ألعاب سونيك القديمة على الأجهزة الحديثة. لاحظ ايزوكا أنه على الرغم من إعادة إصدار ألعاب سونيك الأصلية بشكل متكرر عن طريق المحاكاة، إلا أنه شعر بأنها «كلاسيكية» على الشاشات الحديثة بسبب نسب العرض إلى الارتفاع 4:3. لقد أراد من أوريجنز تحديث الألعاب من خلال دعم الشاشة العريضة والميزات غير الموجودة في الإصدارات السابقة لإعادة الإصدار لجذب كل من المعجبين الجدد والقدامى.
طُوِّرَت المجموعة داخليًا بشكل أساسي في سيجا، والتي تعاملت مع العرض التقديمي ودمج الألعاب المضمنة. تستند نسخ القنفذ سونيك والقنفذ سونيك 2 وسونيك سي دي المعدلة إلى استحداثاتها من ريترو إنجن التي صدرت بين عامي 2011 و2013؛ قام كريستيان وايتهيد، مبتكر ريترو إنجن، بتحديث المحرك للسماح بتشغيل الاستحداثات الجديدة في أوريجنز. طور سيمون توملي واستوديوه هيدكانون، الذين عملوا في استحداثات ريترو إنجن وسونيك مينيا (2017)، نسخ القنفذ سونيك 3 وسونيك وناكلز المعدلة لسونيك أوريجينز، بالإضافة إلى المساعدة في إعداد الألعاب الأخرى. أنتجت باورهاوس أنميشن ستوديوز المقاطع السينمائية الجديدة بالتعاون مع فنان سونيك القديم تايسون هيس، مع نص كتبه كاتب قصة سونيك المصورة إيان فلين.

## الإصدار
أعلن عن سونيك أوريجنز خلال بث مباشر لإحياء الذكرى الثلاثين لسلسلة سونيك في 27 مايو 2021، وw]vj في 23 يونيو 2022 —الذكرى السنوية الحادية والثلاثين للسلسلة— لأجهزة إكس بوكس سيريس إكس وسيريس إس، إكس بوكس ون، بلاي ستيشن 4، بلاي ستيشن 5، نينتندو سويتش وويندوز. تمثل المجموعة أول إعادة إصدار للقنفذ سونيك 3 وسونيك وناكلز منذ 2011، بعد إشاعات بأن مشاكل ترخيص الموسيقى التصويرية الناشئة عن مشاركة مايكل جاكسون مع القنفذ سونيك 3 كانت تمنع الإصدارات الجديدة.

## الملاحظات
1. ↑  الألعاب الأصلية طورت بواسطة سونيك تيم (القنفذ سونيك)، معهد سيجا التقني (القنفذ سونيك 2، القنفذ سونيك 3 وسونيك وناكلز) وسيجا (سونيك سي دي)

## وصلات خارجية
- (بالإنجليزية)